# Niedenzuella caracasana
Niedenzuella caracasana är en tvåhjärtbladig växtart som beskrevs av W.R.Anderson. Niedenzuella caracasana ingår i släktet Niedenzuella och familjen Malpighiaceae. Inga underarter finns listade i Catalogue of Life.